# Sophie in Beieren (1847-1897)

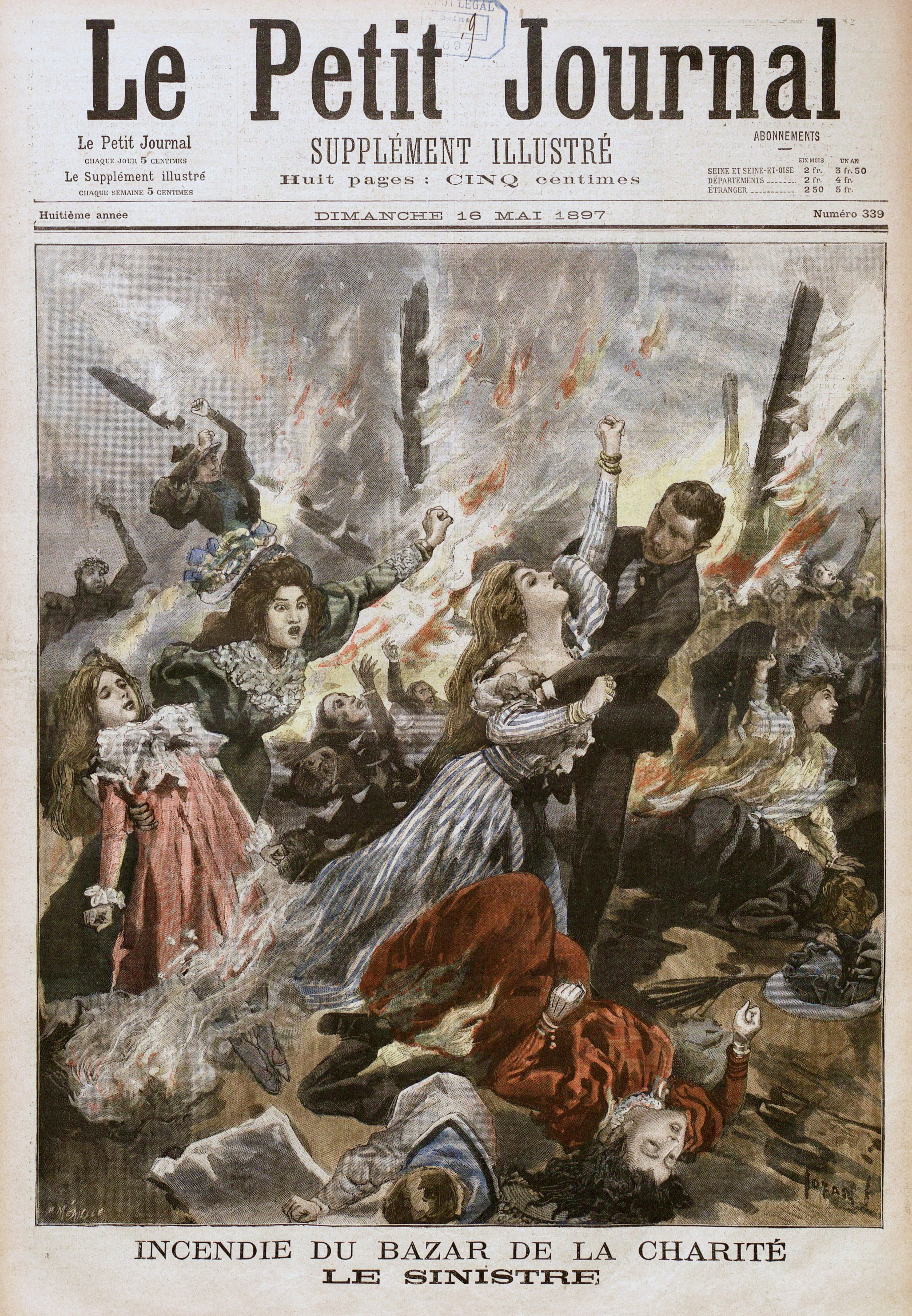
De brand in de Bazar de la Charité, waarbij Sophie omkwam

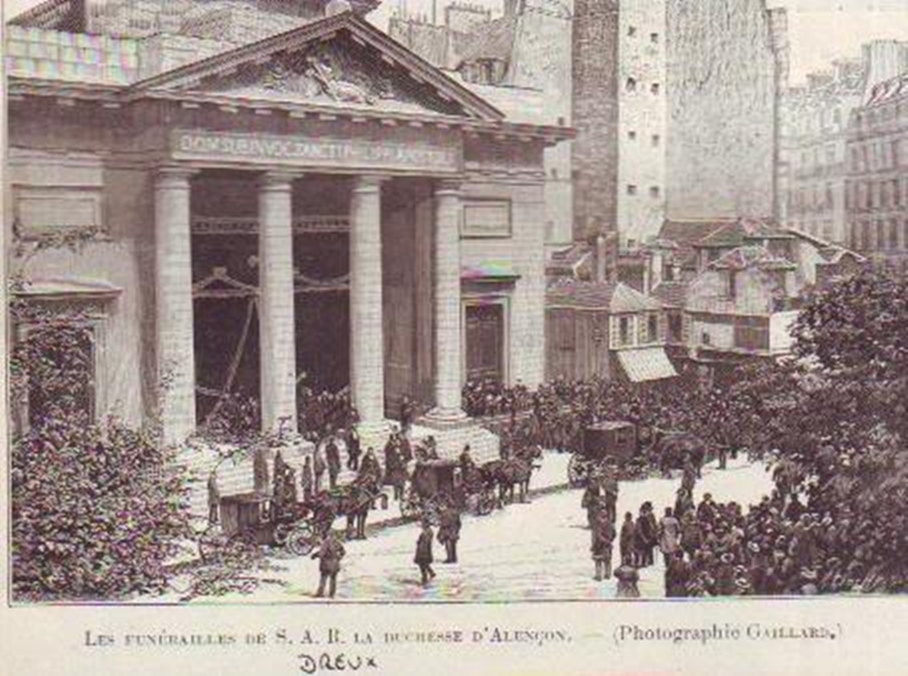
De begrafenis van Sophie

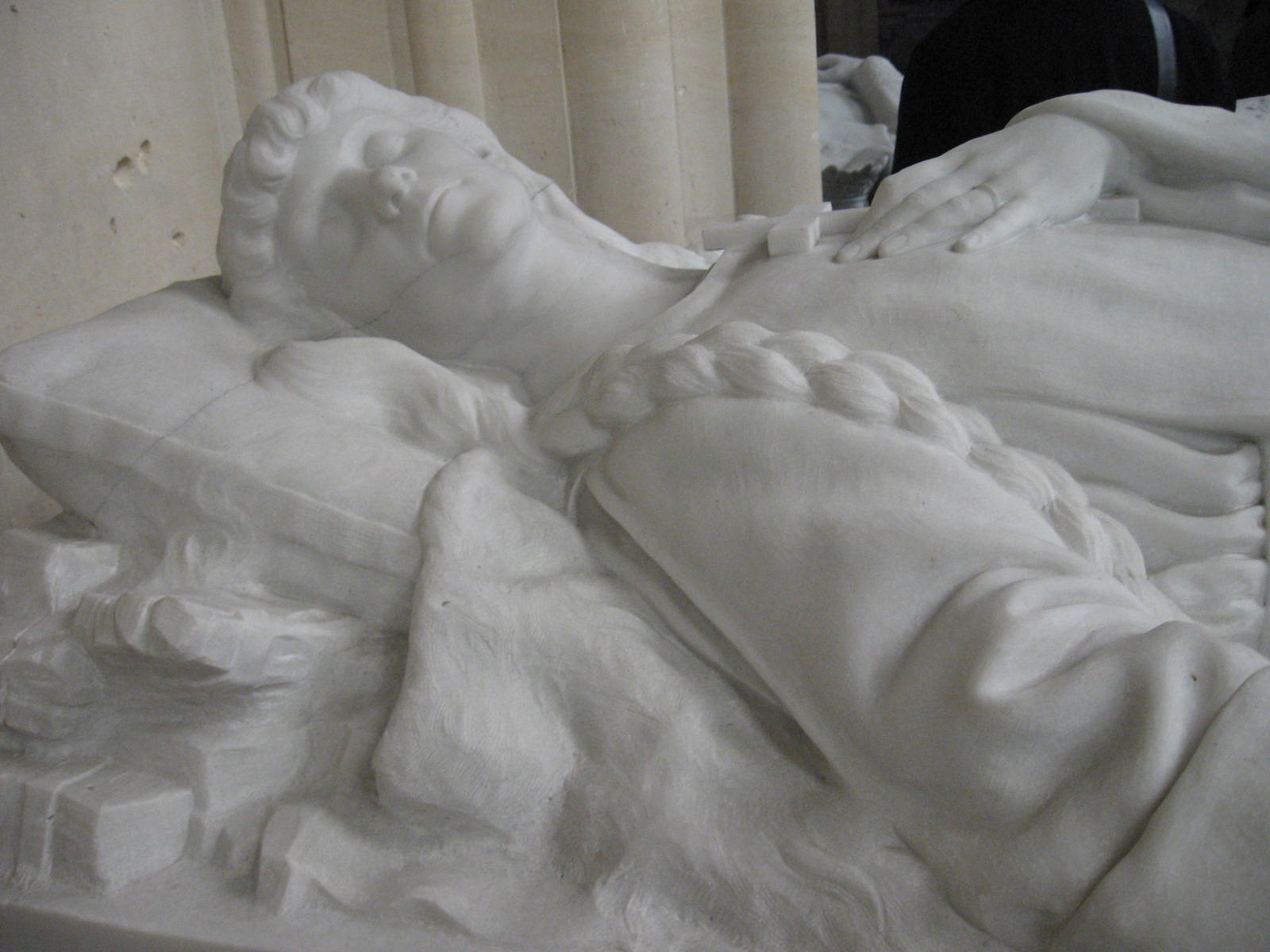
Praalgraf van Sophie in Beieren

Sophie Charlotte Augustine in Beieren (München, 22 februari 1847 - Parijs, 4 mei 1897) was hertogin in Beieren en later - door haar huwelijk - hertogin van Alençon-Orléans.

## Jeugd
Sophie was de jongste dochter van Maximiliaan Jozef in Beieren en diens vrouw Ludovika en een zus van de Oostenrijkse keizerin Elisabeth.
Sophie bracht het grootste gedeelte van haar jeugd door op het slot Possenhofen, niet ver van München. Nadat al haar broers en zussen getrouwd waren, verbleef zij vanaf 1861 als laatste kind op het ouderlijke slot. Ze was zeer bevriend met haar neef Lodewijk, die in 1864 als Lodewijk II de Beierse troon zou bestijgen. Ze deelden een grote liefde voor de natuur en voor de muziek van Richard Wagner. Omdat Sophie mooi kon zingen en bovendien zichzelf begeleidde op de piano, zong zij regelmatig stukken uit de opera's van Wagner voor Lodewijk. Aangezien zij de schoonzus was van de machtige Oostenrijkse keizer, Frans Jozef I waren er veel Europese prinsen geïnteresseerd in haar hand. Zo deden prins Louis van Portugal en Lodewijk Victor, een jongere broer van de Oostenrijkse keizer, haar een aanzoek. Met steun van haar vrijgevochten vader, sloeg ze deze aanzoeken af.

## Verloving met koning Lodewijk
Uiteindelijk verloofde ze zich met haar neef, koning Lodewijk II van Beieren. Tot een huwelijk kwam het evenwel niet. Mogelijk door bindingsangst stelde Lodewijk het huwelijk alsmaar uit. Nadat hertog Maximiliaan zijn neef hieromtrent om opheldering vroeg, verbrak hij de verloving. Daarop had Sophie een korte maar kennelijk hevige omgang met de handelsondernemer Edgar Hanfstaengl. Deze werd evenwel niet geschikt geacht als toekomstige levenspartner.

## Huwelijk
Ludovika ging daarom op zoek naar een nieuwe huwelijkskandidaat en vond deze in de hertog Ferdinand van Alençon-Orléans. Sophie stemde in met het huwelijksaanzoek, en op 28 september 1868 trouwden ze in Possenhofen.
Het paar verhuisde naar Engeland, daar het de afstammelingen van het huis Orléans sinds de revolutie van 1848 verboden was voet op Franse bodem te zetten. In Engeland werd Sophie overvallen door aanvallen van melancholie. Ze verlangde steeds meer naar huis en naar haar vroegere geliefde, Edgar Hanfstaengl. Aan hem schreef ze hartstochtelijke liefdesbrieven, die evenwel onbeantwoord bleven. Vanaf 1872 woonde het paar weer in Frankrijk, waar het een villa in Vincennes betrok.
Onderwijl had het paar twee kinderen gekregen:
- Louise Victoria (1869 - 1952)
- Philippe Emanuel (1872- 1931).

## Huwelijkscrisis
In 1886 werd Sophie hevig verliefd op haar gynaecoloog, Dr Glaser. Het paar begon een verhouding en besloot zelfs gezamenlijk naar Zwitserland te vertrekken. Dit plan werd verijdeld doordat de echtgenote van de vrouwenarts aan de bel trok. Ferdinand Alençon overlegde hierop met zijn zwager, de arts Karel Theodoor in Beieren, wat hem te doen stond. Besloten werd Sophie op te laten nemen in een psychiatrische kliniek in de buurt van Graz, waar zij zou kunnen herstellen van haar sexueller Abartigkeiten. Sophie verbleef vijf maanden in de kliniek, herstelde nog enige tijd in een slot in Tirol en vervoegde zich daarna weer bij haar man.

## Overlijden
Sophie kwam om het leven op 4 mei 1897 bij een hevige brand die de Bazar de la Charité in Parijs compleet verwoestte. Volgens getuigen weigerde ze het gebouw te verlaten omdat zij erop stond dat eerst andere vrouwen zouden worden gered. De hertogin verbrandde levend, hetgeen een schok was voor het Beierse, Franse en Oostenrijkse hof: haar neef Hendrik van Orléans stierf door een hartaanval wegens de hevige emoties na haar gruwelijke dood.
Op haar begrafenis ontlook de liefde tussen haar nichtje Elisabeth in Beieren en prins Albert van België.